# Banco Garantia
O Banco Garantia foi um banco fundado no Rio de Janeiro pelo empresário Adolfo Campelo Gentil onde convidou Jorge Paulo Lemann na década de 1970 para ser sócio. Durante anos foi considerado um dos mais prestigiosos e inovadores bancos de investimentos do Brasil, sendo, inclusive, chamado pela revista Forbes de "uma versão brasileira" do Goldman Sachs.
Foi adquirido pelo Banco de Investimentos Credit Suisse (Brasil) S.A. em 1998 e agora atua sob esta denominação. Outra versão para estes fatos, dão conta de que o Banco Garantia teria ficado inadimplente e sem acesso a liquidez pelo mercado, forçando seus sócios a venderem o banco. Esta versão encontra respaldo pelo fato de seus ex-sócios terem sido vetados de voltar a atuar em instituições financeiras. Por outro lado, caso comprada esta versão, garantiu a parte destes sócios, dar foco no outro negócio não afetado do grupo que se transformou na Ambev. 